# Tkactwo tabliczkowe

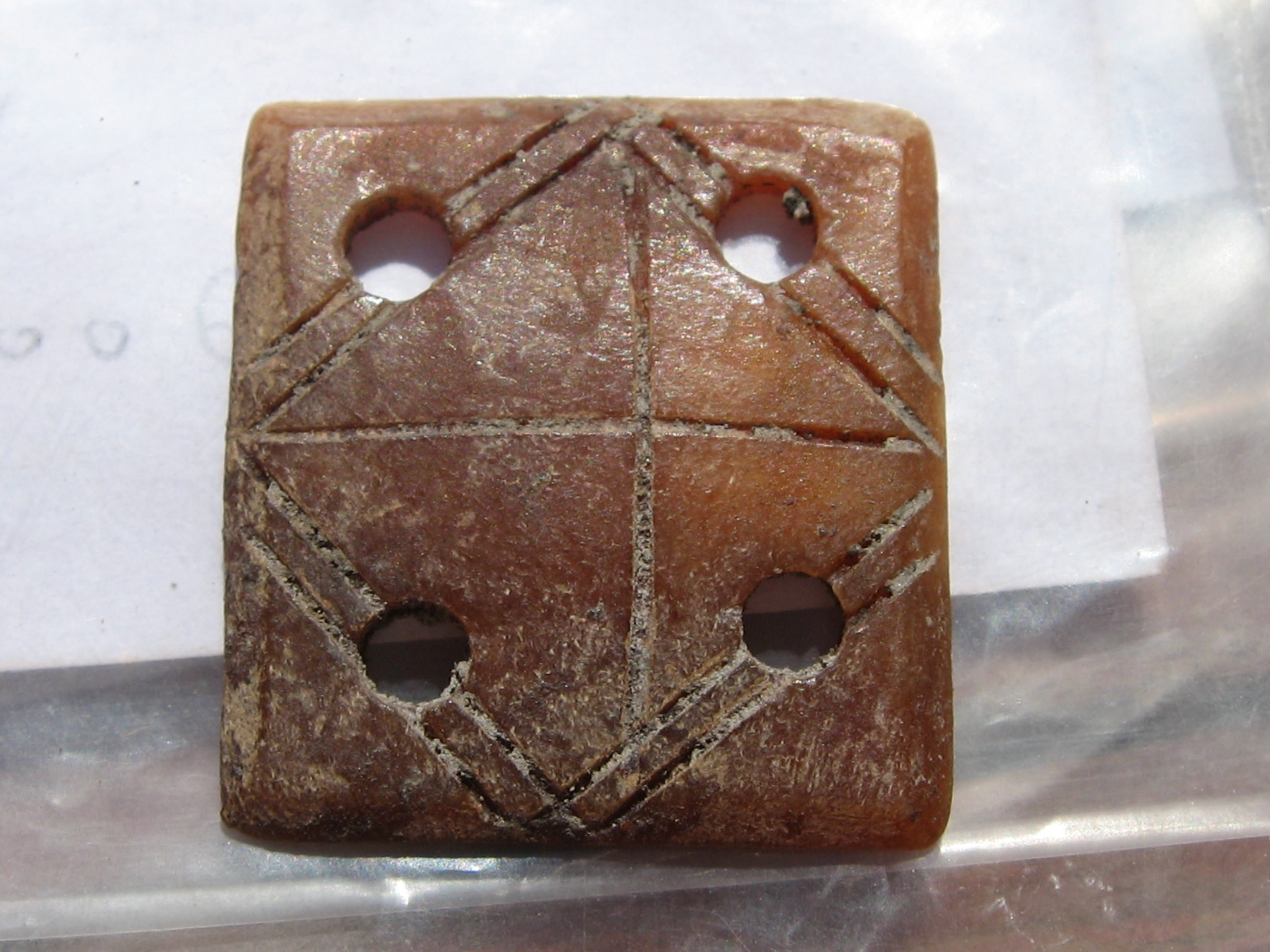
Wczesnośredniowieczna tabliczka tkacka

Budowa tabliczki

Odmiany tabliczki

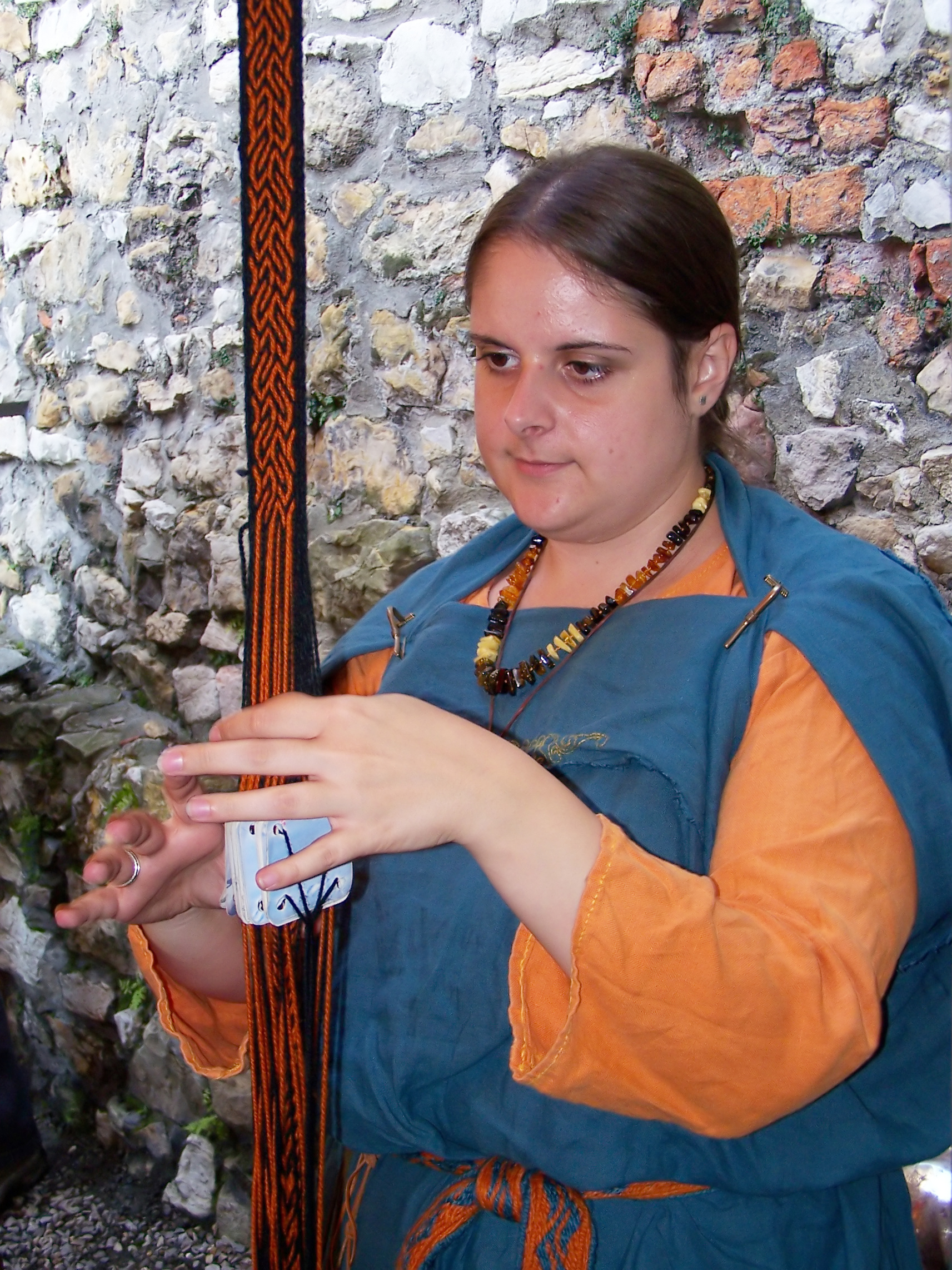
Wykonywanie krajki przy pomocy tabliczek

Tkactwo tabliczkowe – jedna z najstarszych technik tkackich, obecnie stosowana już tylko w tkactwie artystycznym i ludowym do wykonywania ozdobnych krajek, pasków itp. Tabliczki tkackie były rozpowszechnione w średniowieczu.

## Konstrukcja tabliczki
Tabliczka tkacka to płytka, w kształcie regularnego wielokąta, wykonana z dowolnego sztywnego materiału. Najczęściej tabliczki wykonywano z kory, rogu, drewna, twardej skóry lub wypalonej gliny. Obecnie twórcy ludowi wykonują tabliczki ze sklejki, kartonu, metalu, tworzyw sztucznych, a hobbyści nawet z kart do gry. Najczęściej stosuje się kwadratowe tabliczki o boku 6–10 cm i grubości ok. 3 mm. W narożnikach tabliczki wywiercone są otwory o średnicy 2–5 mm, przez które przewleka się nitki osnowy. Zarówno powierzchnie tabliczek, jak i krawędzie otworów muszą być bardzo dokładnie oszlifowane, żeby nie zaczepiały włókien przędzy. Otwory w każdej tabliczce są w wyraźny sposób oznaczone, najczęściej stosuje się oznaczenia literowe lub barwne. Często wiercone są też otwory centralne, o nieco większej średnicy. Komplet tabliczek do wykonywania krajek o różnych szerokościach składa się z 8 do 25 sztuk. Wszystkie tabliczki muszą być identyczne. W celu wzbogacenia efektów barwnych w wyrobie stosuje się tabliczki pięcio- lub sześciokątne. Jedną z najbardziej znanych tabliczek tkackich znaleziono w Lund w 1906 r. i pochodzi ona z XI wieku

## Projektowanie
Wykonanie krajki poprzedzone być musi odpowiednio przygotowanym projektem. Projektowanie krajek podobne jest do projektowania splotów tkanin. Podczas projektowania należy określić kolory i liczbę nitek oraz sposób obracania tabliczek. Projekt wykonuje się na papierze z naniesioną siatką. Ponumerowane kolumny oznaczają kolejne tabliczki, wiersze oznaczają układ kolorów. Umieszczone obok wierszy litery lub barwne kropki odpowiadają oznaczeniom otworów w tabliczkach. Ustala się także kolejność i kierunek obracania tabliczek.

## Tkanie
Samo wykonywanie pasmanterii przy pomocy tabliczek możliwe jest w bardzo prymitywnych warunkach. W tym przypadku pasmo nitek osnowy przywiązuje się z jednej strony do mocnego haka zamocowanego w ścianie lub nawet do ciężkiego mebla, a drugi koniec tkacz przymocowuje do paska. Taki sposób ogranicza jednak długość wyrobu do kilkudziesięciu centymetrów.
Przy produkcji krajek o większej długości potrzebne jest dodatkowe wyposażenie. Stosuje się różne rozwiązania. Najczęściej jest to rama drewniana lub metalowa, na której z jednej strony zamocowany jest wałek z nawiniętą osnową, a z drugiej wałek, na który nawijana jest wykonana krajka. Często takie ramy ustawia się pionowo, wówczas gotowy wyrób przełożony jest przez górny wałek, a koniec jest obciążony ciężarkiem, co daje odpowiednie napięcie w nitkach osnowy niezbędne w procesie tkania. Rama tworzy prymitywny warsztat tkacki, a tabliczki pełnią funkcję mechanizmu przesmykowego. Rozwiązanie takie umożliwia wykonanie wyrobów o większej długości.
Każda nitka osnowy nawinięta na wałek osnowowy przechodzi przez otwór tabliczki i zamocowana jest na wałku, na który nawijana jest gotowa krajka. Przez każdą tabliczkę przewleczone są cztery nitki. Kolejność przewlekania zależy od zaprojektowanego wzoru. Ustawienie krawędzi tabliczek równolegle do nitek osnowy powoduje rozwarstwienie osnowy i utworzenie przesmyku, w który wprowadza się wątek. Wprowadzony wątek dosuwa się do krawędzi krajki palcami lub przy pomocy cienkiej listewki. Po wprowadzeniu wątku i dosunięciu go do krawędzi, przekręca się wszystkie tabliczki o ćwierć obrotu i wprowadza kolejny wątek. Powtarzanie tych czynności tworzy kolejne elementy wyrobu i jego przyrost. Efekty wzornicze otrzymuje się przez:
1. odpowiednie przewlekanie kolorowych nitek osnowy do otworów w tabliczkach
2. odpowiednie obracanie tabliczek
  - podczas całego procesu cały zespół obracany jest w jednym kierunku
  - kierunek obrotów tabliczek zmienia się po określonej liczbie wątków
  - tabliczki obracane są indywidualnie w różnych kierunkach

Wzór na wyrobie tworzą pokrycia osnowowe, a więc kolorowe nitki osnowy. Podczas tkania przy pomocy tabliczek możliwe jest utworzenie jednego przesmyku, kiedy krawędzie tabliczek ustawione są równolegle do osnowy, wówczas wzór widoczny jest na jednej stronie wyrobu, na drugiej stronie powstaje dość chaotyczny układ kolorów. Możliwe jest również utworzenie dwóch przesmyków, otwory tabliczki leżące na przekątnej zajmują pozycję równoległą do osnowy. Wprowadzając wątki do obydwu przesmyków uzyskuje się wyrób dwustronny.
Podczas tkania występuje niekorzystne zjawisko skręcania się wyrobu i osnowy. Można temu zapobiec przez odpowiednie przewlekanie nitek osnowy przez tabliczki. Metody przewlekania osnowy określa się literami "S" lub "Z"